# Gökkaya
Gökkaya (Koerdisch: Qilorî), vroeger Sinandıgökkaya geheten, is een dorp in het Turks district  Ortaköy in de provincie Aksaray. Het dorp ligt ongeveer 15 km ten zuidwesten van de stad Ortaköy en 88 km ten noordwesten van de stad Aksaray.

## Bevolking
Op 31 december 2020 telde het dorp Gökkaya 950 inwoners, een stijging van 2 personen (+0,21%) ten opzichte van 2019. De geslachtsverhouding is relatief evenwichtig: van de 950 inwoners waren er 471 mannen en 479 vrouwen. In het dorp wonen grotendeels Centraal-Anatolische Koerden (nakomelingen van Koerden uit Diyarbakir), maar er is ook een minderheid van nakomelingen van Bulgaarse Turken (‘Bulgaristan göçmenileri’). Het is het enige dorp in Ortaköy met een Koerdische bevolkingsmeerderheid.
| Jaar     | 1997 | 2000  | 2007  | 2015  | 2020 |
| -------- | ---- | ----- | ----- | ----- | ---- |
| Inwoners | 983  | 1.465 | 1.013 | 1.033 | 950  |

Het dorp heeft twee moskeeën en een basisschool. Ook scholieren uit nabijgelegen dorpen zoals Çavdarlı, Camızlık, Çeltek, Yıldırımlar en Camili Kışla volgen onderwijs in dit dorp.